# Ист Ангус (Квебек)
Ист Ангус (фр. East Angus) је град у Канади у покрајини Квебек. Према резултатима пописа 2011. у граду је живело 3.741 становника.

## Становништво
Према резултатима пописа становништва из 2011. у граду је живело 3.741 становника, што је за 11,4% више у односу на попис из 2006. када је регистровано 3.357 житеља.
| 2006. | 2011. |
| ----- | ----- |
| 3.357 | 3.741 |